# Elias Löder
Elias Löder (* 25. April 2000 in Wernigerode) ist ein deutscher Fußballspieler. Seit Sommer 2025 steht der Offensivspieler beim Drittligisten SSV Ulm 1846 unter Vertrag.

## Sportlicher Werdegang
Nach seinen Anfängen in der Jugend des 1. FC Magdeburg wechselte er im Sommer 2015 in die Jugendabteilung des FC Erzgebirge Aue. Dort wurde er im Sommer 2018 mit einem Localplayer-Vertrag ausgestattet. Nachdem er in der Saison zu keinem Einsatz für seinen Verein gekommen war, wechselte er in die Regionalliga Nordost zum VfB Germania Halberstadt. Dort trumpfte er vor allem zu Beginn der Saison 2021/22 auf, in dem ihm in den ersten sechs Spielen acht Tore gelangen, darunter das Tor des Monats Juli in der Sportschau.
Daraufhin erfolgte sein Wechsel zum Drittligisten Hallescher FC. Dort kam er auch zu seinem ersten Einsatz im Profibereich, als er am 15. September 2021, dem Nachholspiel des 7. Spieltags, beim 2:2-Auswärts-Unentschieden gegen den FSV Zwickau in der 63. Spielminute für Kebba Badjie eingewechselt wurde. 
Ende April 2023 unterschrieb Löder einen Vertrag beim FC Carl Zeiss Jena beginnend mit der Regionalligasaison 2023/24 und einer Laufzeit bis Sommer 2025. Er gewann im März und April 2024 zweimal in Folge die Wahl zum Kacktor des Monats bei Zeiglers wunderbare Welt des Fußballs und ist somit der erste Titelverteidiger in dieser Rubrik. Nachdem er in seiner ersten Viertligaspielzeit mit 25 Saisontoren reüssierte und sich zum Torschützenkönig der Regionalliga Nordost krönte, musste er nach einem Knöchelbruch in der folgenden Spielzeit längerfristig pausieren und kam somit nur zu vier Saisontoren in 14 Ligaspielen.
Im Sommer 2025 unterzeichnete Löder einen Zwei-Jahres-Kontrakt beim Zweitligaabsteiger SSV Ulm 1846, dort erhielt er die Rückennummer 25.

## Erfolge
Mit dem Halleschen FC gewann er 2023 den Landespokal Sachsen-Anhalt und mit dem FC Carl Zeiss Jena gewann er 2024 den Landespokal Thüringen.